# Szadurczyce
Szadurczyce est une localité polonaise de la voïvodie d'Opole et du powiat de Nysa.

## Histoire
De 1743 à 1945, Bauschwitz fait partie de l'arrondissement de Falkenberg-en-Haute-Silésie dans le district d'Oppeln au sein de la province de Silésie. De 1975 à 1998, la ville a fait administrativement partie de la voïvodie d'Opole.

## Démographie
En 2011, la localité comptait 89 habitants. En 2021, elle en comptait 99.